# فورد إكسبيديشن
فورد إكسبيديشن (بالإنجليزية: Ford Expedition)‏هي طائره دفع رباعي تم انتاجها من قبل شركة فورد، أنتجت في عام 1996م إلى عام 1997م كبديل لسيارة فورد برونكو سيارة إكسبيديشن كانت تحتل مكانة متوسطة ما بين أختيها فورد إكسبلورر الأصغر منها وفورد إكسكورجيون الأخت الكبرى لها وذلك حتى عام 2005م حيث أصبحت إكسبيديشن أكبر شاحنات فورد العائلية.تم بناء الإكسبيديشن بالأساس على هيكل الفورد F-150 تتشارك معها في العديد من المكونات الأخرى (كناقل الحركة والتقنيات ونظم التحكم الداخلية وأنظمة السحب..إلخ) يتوافر موديلين من الإكسبيديشن الأول ذو قاعدة العجلات القصيرة (الحجم العادي) والثاني ذو قاعدة العجلات الطويلة (EL).
تم إنتاج أربعة أجيال من الإكسبيديشن:
الجيل الأول (1996م-2002م): وقد تم إنتاج أول أجيال الإكسبيديشن في أواخر عام 1996م واستمر حتى أواخر 2002م.
و قد كان مزوداً بمحركين الأول ثماني الاسطوانات سعته 4.6L رباعي السرعات والآخر ثماني الاسطوانات سعته 5.4L رباعي السرعات أيضاً.
الجيل الثاني (2003م-2006م): وقد بدأ إنتاجه في بدايات عام 2003م واستمر حتى أواخر عام 2006م. زوّد موديل 2003 بنظام تعليق جديد منفصل لكل من الموديلات ذات الدفع الرباعي وكذلك ذات الدفع الخلفي. توفرت السيارة بثلاث محركات (جميعها رباعية السرعات): الأول ثماني الاسطوانات سعته 4.6L بـ 16 صماماً (2003م-2004م) والثاني ثماني الاسطوانات سعته 5.4L بـ 16 صماماً (2003م-2004م) والأخير ثماني الاسطوانات سعته 5.4L بـ 24 صماماً (2005م-2006م).
الجيل الثالث (2007م-2014م): بدأ إنتاج الجيل الثالث من الإكسبيديشن في أواخر عام 2006م، وقد كان هذا الجيل محمّلاً بالتحديثات الخارجية والداخلية الكبيرة والفارقة. وفي هذا الجيل أيضاً تم إنتاج الموديل ذي قاعدة العجلات الطويلة (EL). زوّد هذا الجيل بمحرك ثماني الاسطوانات
الجيل الرابع {2015م-الآن} : في هذا لم الجيل لم يتغير الشكل جذريا لكنه حصل على تعديلات طفيفة أو مايسمى ب شد الوجه (Face lift).
وكان ابرز إضافة لجيل 2015 هو إلغاء المحرك التقليدي الشهير ذو الثمان اسطونات وقامت بإضافة محرك ذو شاحن توربيني ثنائي ذو قدرة حصانية عالية وتسمى بمحركات ايكوبووست الشهيرة من فورد. وهذا المحرك مستخدم على F-150 منذ عام 2009
أما داخلية السيارة فقد تغير المقود والعدادت والكونسول الوسطي فقط. بالنسبة للعداد في فئتي xl وxlt نفس الشكل اما الفئات المتبقية فشكل العداد يختلف.
أما المحرك فقد تغير جذريا فقد أصبح إيكوبوست 6 اسطوانات (V-6) سعة المحرك:3.5 إضافة إلى أنه أصبح ثنائي التوربو والذي يولد 365 حصانا.
اما فئة البلاتنيوم (PLATNUM) فلم تكن هذه الفئة الفخمة موجودة من قبل طراز 2015.

## فورد إكسبيديشن 2013
زود طراز إكسيبديشن موديل 2013 بمحرك جبار مكون من ثماني اسطوانات سعة 5.4 لتر يولد قوة 310 أحصنة، ويعمل بالتناغم مع صندوق سرعات أوتوماتيكي من 6 نسب، الأمر الذي يمنح إكسيبديشن الجديدة معدل إستهلاك وقود يصل إلى 11.8 لتر لكل 100 كم على الطرقات السريعة، بالإضافة إلى قدرة سحب للمقطورات والكرافانات تصل إلى 4173 كلغ.
يُعد طراز فورد إكسيبديشن واحداً من أهم طرازات فورد التي تندرج تحت فئة السيارات العائلية الكبيرة متعددة الإستعمالات، حيث يتمتع بشكل خارجي ضخم، يتمثل بالمقدمة العريضة وشبك التهوية الكبير الكرومي، بالإضافة إلى أضواء خلفية صغيرة تمتد إلى الجوانب وصادم نافر يحتوي على عتلة الجر.
المقصورة الداخلية لطراز فورد إكسيبديشن 2013 كبيرة وواسعة لتلبي جميع متطلبات العائلة، حيث زودت بمقاعد أمامية حاضنة مكسوة بالجلد، تتضمن مقعد سائق قابل للتعديل آليا في 10 وضعيات بالإضافة إلى دواسات قابلة للتعديل آليا، هذا إلى جانب نظام الضبط الإلكتروني التلقائي لدرجة الحرارة ثنائي المناطق والذي يمكّنك من توزيع كمية هواء في كل جهة على حدة. كما وتأتي المقاعد الأمامية بميزة التدفئة والتبريد لمزيد من الراحة أثناء الرحلات والأجواء الحارة أوالباردة. ويمكن اختيار نظام ترفيه للمقاعد الخلفية مع شاشات على ظهر المقاعد الأمامية.
وبما أنها تتسع لثمانية ركاب فإن فورد إكسيبديشن 2013 مجهزة بصف مقاعد خلفية قابل للطي مع ميزة انزلاق المقعد الأوسط CenterSlide، الأمر الذي يجعل مقصورة إكسيبديشن تتمتع بسعة تخزين هائلة تصل إلى 3067 لتر.
وجهزت إكسيبديشن 2013 بنظام فورد للمزامنة SYNC المدعم بالأوامر الصوتية، فعندما تقوم بربط هاتفك النقال بهذا النظام، يقوم بتحويل جهات الإتصال تلقائياً، كما يمكنه تشغيل الموسيقى من هاتفك أو مشغل ملفات 3MP أو ذاكرة USB أو جهاز iPod.جهاز iPod.